# Hiratettix arisanellus
Hiratettix arisanellus är en insektsart som beskrevs av Matsumura 1932. Hiratettix arisanellus ingår i släktet Hiratettix och familjen dvärgstritar.
Artens utbredningsområde är Taiwan. Inga underarter finns listade i Catalogue of Life.